# Le démon est mauvais joueur
Pour plus de détails, voir Fiche technique et Distribution.
Le démon est mauvais joueur (Return from the Ashes) est un film britannique réalisé par J. Lee Thompson et sorti en 1965.

## Synopsis
Peu avant la Seconde Guerre mondiale, en France, la doctoresse Michelle Wolf rencontre Stanislaus Pilgrin, un jeune ambitieux attiré autant par elle que par sa fortune. La guerre éclate peu après et pour protéger Michelle, qui est juive, de la déportation Stanislaus se marie avec Michelle. 
Rescapée des camps mais défigurée et méconnaissable, cette dernière revient sous une autre identité. Elle réussit à retrouver son apparence grâce à des opérations de chirurgie plastique et rencontre de nouveau Stanislas par hasard dans la rue. Surpris par la ressemblance mais étant convaincu que sa femme est morte dans les camps et qu'il a affaire à une autre, celui-ci se livre. Il lui annonce que, le corps de Michelle n'ayant jamais été retrouvé, sa belle-fille Fabienne ne peut prétendre à sa fortune. Intéressé lui-même par l'héritage, il lui demande de prendre la place de sa femme dans la maison, ce qu'elle accepte de faire pour revenir proche de son mari aimé.
Michelle ayant emménagé dans la maison, un ménage à trois se constitue alors entre Stanislas, Fabienne entre-temps devenue sa maitresse et Michelle. Fabienne ne supporte cette nouvelle présence maternelle et conçoit un plan pour l'assassiner. Elle en fait part à Stanislas qui l'assassine lui-même et met en œuvre le plan pour assassiner sa femme dans la foulée. Michelle réussit cependant à éviter de justesse l'assassinat, son mari est ensuite arrêté.

## Fiche technique
- Titre : Le démon est mauvais joueur
- Titre original : Return from the Ashes
- Réalisation : J. Lee Thompson
- Scénario : Julius J. Epstein d'après le livre Le Retour des cendres de Hubert Monteilhet
- Musique : John Dankworth
- Direction de la photographie : Christopher Challis
- Costumes : Margaret Furse
- Montage : Russell Lloyd
- Pays d'origine :  Royaume-Uni
- Langue de tournage : anglais
- Production : J. Lee Thompson
- Société de production : Mirisch Corporation et Orchard Productions
- Société de distribution : United Artists
- Format : Noir et blanc — 2.35:1 CinemaScope — monophonique (Westrex Recording System) — 35 mm
- Genre : Drame et thriller
- Durée : 104 minutes
- Date de sortie : 
  - États-Unis :  13 octobre 1965

## Distribution
- Ingrid Thulin : Dr. Michele "Mischa" Wolf
- Samantha Eggar : Fabienne Wolf
- Maximilian Schell : Stanislaus Pilgrin
- Herbert Lom : Dr. Charles Bovard
- Talitha Getty : Claudine

## Autour du film
- Une nouvelle adaptation du livre Le Retour des cendres de Hubert Monteilhet a également été réalisée en 2014 par Christian Petzold sous le titre Phoenix.